# Opowieści Mamy Gęsi
Opowieści Mamy Gęsi (ang. Jim Henson's Mother Goose Stories, 1989–1990) – brytyjski serial animowany dawniej emitowany w Polsce na kanale TVP 1.

## Opis fabuły
Serial opowiada o historiach, które przydarzyły się Mamie Gęsi, która opowiada je teraz dzieciom.

## Bohaterowie

### Główni
- Mama Gęś

### Epizodyczni
- Tomek

- Janek

- Janka

## Spis odcinków
| N/o            | Polski tytuł                | Angielski tytuł                    |
| -------------- | --------------------------- | ---------------------------------- |
|                |                             |                                    |
| SERIA PIERWSZA |                             |                                    |
|                |                             |                                    |
| 01             | Kotek Śpioszek              | Pussy Cat, Pussy Cat               |
| 01             | Mała pasterka               | Little Bo Peep                     |
| 01             | Duszek Usypiaczek           | Willie Winkle                      |
|                |                             |                                    |
| 02             | Mistrz piekarz              | Pat-A-Cake                         |
| 02             | Olbrzym                     | The Giant                          |
| 02             | Zapracowany król            | It's Raining, It's Pouring         |
|                |                             |                                    |
| 03             | W królestwie Kier           | Queen Of Hearts                    |
| 03             | Jarmark w miasteczku        | Ride A Cock Horse To Banbury Cross |
| 03             | Kurka Czupurka              | Hickety Pickety                    |
|                |                             |                                    |
| 04             | Tomek Myszkowski            | Tommy Tittlemouse                  |
| 04             | Pani Zapominalska           | Mother Hubbard                     |
| 04             | Książę i żebracy            | The Prince And The Beggar          |
|                |                             |                                    |
| 05             | Piosenka o sześciu pensach  | A Song Of Sixpence                 |
| 05             | Janek i Janka               | Jack & Jill                        |
| 05             | Wróżka Zmrużka              | Twinkle, Twinkle, Little Star      |
|                |                             |                                    |
| 06             | Uparta Marysia              | Mary, Mary                         |
| 06             | Baranek Marysi              | Mary's Little Lamb                 |
| 06             | Spotkanie z Księżycem       | Man In The Moon                    |
|                |                             |                                    |
| 07             | Śpiewający strach na wróble | Margery Daw                        |
| 07             | Hektor Obrońca              | Hector Protector                   |
| 07             | Czarna owieczka             | Baa Baa Blacksheep                 |
|                |                             |                                    |
| 08             | Polne ptaszki               | Dicky Birds                        |
| 08             | Pływający kartofel          | Rub A Dub Dub                      |
| 08             | Wielkie jajko               | Humpty Dumpty                      |
|                |                             |                                    |
| 09             | Nieposłuszne myszki         | Hickory Dickory Dock               |
| 09             | Waleczny książę             | Duke Of York                       |
| 09             | Hej dylu, dylu              | Hey, Diddle Diddle                 |
|                |                             |                                    |
| 10             | Wesoły król                 | Old King Cole                      |
| 10             | Wyliczanka                  | Eenie Meenie                       |
| 10             | Orzechowe drzewko           | Little Nut Tree                    |
|                |                             |                                    |
| 11             | Dziewczynka z loczkiem      | Little Girl With A Curl            |
| 11             | W krzywej krainie           | Crooked Man                        |
| 11             | Tomek Niedojadek            | Tommy Tucker                       |
|                |                             |                                    |
| 12             | Pajączek Drobinka           | Eensy Weensy Spider                |
| 12             | Jacek Drwal                 | Little Jack Horner                 |
| 12             | Błękitny chłopiec           | Little Boy Blue                    |
|                |                             |                                    |
| 13             | Panna Mazgajska             | Little Miss Muffet                 |
| 13             | Jacek B Zręczny             | Jack Be Nimble                     |
| 13             | Piotr zjadacz dyń           | Peter, Peter Pumpkin Eater         |
|                |                             |                                    |